# Naja katiensis
Espèce
Synonymes
- Naja nigricollis var. katiensis Angel, 1922
- Naja trilepis Roman, 1968

Statut de conservation UICN

 LC  : Préoccupation mineure
Naja katiensis est une espèce de serpents de la famille des Elapidae,.

## Description, écologie et comportement
C’est un serpent moyen de 30 à 90 (maximum 110) cm de long. La tête est courte et le cou peut s'élargir en forme de coiffe. L'œil est de taille moyenne avec une pupille ronde. La coloration dorsale est uniformément brunâtre, souvent brun-rouge. La face ventrale est claire, jaunâtre ou beige, avec vers le niveau du cou deux bandes transverses brun-noir à brun-rouge. Ce naja est moins bien connu que les autres car il est resté confondu avec N. nigricollis jusqu'à sa redécouverte en 1968 par Roman. Pourtant il avait été décrit par Angel dès 1926,. Lui aussi est terrestre, et semble être actif aussi bien le jour que la nuit. Il se nourrit principalement d'amphibiens. Menacé, il se dresse et peut également cracher son venin à distance. Sa morsure est grave, parfois supposée mortelle. J.-F. Trape et al. (2002), qui ont réalisé une étude sur quelques années dans le Sud-Est du Sénégal, appuient cette idée.

## Répartition
Cette espèce se rencontre en Mauritanie, au Sénégal, en Gambie, en Guinée, au Mali, au Burkina Faso, en Côte d'Ivoire, au Ghana, au Togo, au Nigeria, au Niger et au Cameroun.
Sa présence est incertaine au Bénin.

## Étymologie
Son nom d'espèce, composé de kati et du suffixe latin -ensis, « qui vit dans, qui habite », lui a été donné en référence au lieu de sa découverte, la ville de Kati à 15 km au nord de Bamako au Mali.

## Publication originale
- Angel, 1922 : Sur une collection de reptiles et de batraciens, recueillis au Soudan Français par la mission, du Dr. Millet Horsin. Bulletin du Muséum National d'Histoire Naturelle de Paris, vol. 28, p. 40 (texte intégral).